# عائلة فالوا-بورغندي
أسرة فالوا-برغونية (بالفرنسية: Maison de Valois-Bourgogne؛ بالهولندية: Huis van Valois-Bourgondië)؛ أو أسرة برغونية الصغرى، هي عائلة فرنسية نبيلة اشتقت من أسرة فالوا الملكية، وتختلف عن أسرة برغونية الكابيتية لأنها تنتسب إلى روبرت الثاني ملك فرنسا، وعلى الرغم من أن كلا الأسرتين تنتسب من سلالة كابيتيون، حكموا دوقية برغونة منذ 1363 حتى 1482، وكذلك حكموا لاحقا أراضي شاسعة بما في ذلك أرتوا وفلاندرز ولوكسمبورغ وهينو وهولندا وكونتية برغونة (فرانش كومتي) وأراضي أخرى من خلال التزاوج، وشكلوا ما يعرف الآن باسم الدولة البرغونة.
يستخدم مصطلح "دوقات برغونة-فالوا" في الإشارة إلى العائلة التي نشأت بعد أن منح جان الثاني ملك فرنسا دوقية برغونة الفرنسية لابنه الأصغر فيليب الجريء في عام 1363، بعد انقراض الفرع الأكبر.
خلال حرب المائة عام تنافس الدوقات مع أبناء عمومتهم الملكيين محاولين توحيد عدد كبير من الإقطاعيات الفرنسية والإمبراطورية تحت لوائهم، ومع ذلك خططهم فشلت في إنشاء مملكة مستقلة في النهاية المطاف عندما أشعل الدوق الأخير شارل الجريء نيران الحروب البرغونة والتي قتل فيها بـ معركة نانسي عام 1477، كان سليل الأخير للعائلة ابنته ماري، التي انتقلت أراضيها خارج فرنسا إلى ابنها البكر فيليب الوسيم لتصبح هولندا الهابسبورغية، بينما عادت دوقية برغونة نفسها إلى حظيرة مملكة فرنسا، توفيت ماري في عام 1482، وبذلك انقرضت الأسرة من خط الذكور.

## التاريخ
في عام 843 بموجب أحكام معاهدة فيردان تم تقسيم مملكة برغونة الفرنجية السابقة ومع أجزاء أخرى إلى جزء من الفرنجة الشرقية والغربية، بينما تطور الجزء الشرقي إلى مملكة برغونة-آرل التي شملت أراضي كونتية برغونة الحرة وتم دمجها في الإمبراطورية الرومانية المقدسة منذ عام 1032، في حين أصبحت دوقية برغونة الغربية التي أنشأها ريتشارد القاضي حوالي عام 918، وأصبحت منذ 1002 إقطاعية تابعة لأسرة كابيه الحاكمة تحت حكم روبرت الثاني ملك فرنسا، ولتلبية مطالب النبلاء البرغونيين بالحكم الذاتي، نصب الملك روبرت ابنه الثاني هنري كدوق حوالي عام 1016، وهو اللقب الذي انتقل إلى شقيقه الأصغر روبرت الأول ونسله بعد أن خلف هنري والده كملك لفرنسا في عام 1031.
انقرضت أسرة برغونة الكابيتية عندما توفي الدوق فيليب الأول في عام 1361، قبل أن يتمكن من إتمام الزواج من مارغريت دامبيير، وريثة الكونت لويس الثاني كونت فلاندرز، ثم تم توحيد دوقية برغونة مع أراضي الملكية الفرنسية تحت حكم الملك جان الثاني من عائلة فالوا، وبعد فترة وجيزة تلقى ابن جان الرابع فيليب الجريء دوقية برغونة كإقطاعية من والده.
حكم فيليب الجريء كدوق باسم فيليب الثاني منذ 1363 حتى 1404، وفي عام 1369 تمكن من الزواج من الأرملة مارغريت دامبيير، وعندما توفي حماه الكونت لويس الثاني من فلاندرز في عام 1384، خلفه ليس فقط في الكونتيات الفرنسية فلاندرز وأرتوا وريثيل ونيفير، ولكن أيضا في كونتية برغونة الحرة ليصبح تابعاً مباشراً لإمبراطور الروماني المقدس أيضا، وفي العام التالي رتب حفل زفاف مزدوج لابنه ووريثه جان الجسور من مارغريت فيتلسباخ ابنة الدوق ألبرت من بافاريا-شتراوبينغ وشقيقة الأمير فيلهلم الثاني البافاري الذي تزوج من شقيقته مارغريت، بالفعل عند وفاة شارل الخامس ملك فرنسا في عام 1380 أصبح فيليب مع أشقائه دوق أنجو لويس الأول ودوق بيري جان كـ أوصياء على ابنه القاصر الملك شارل السادس الذي عانى من اضطراب عقلي شديد، حاول فيليب نشر نفوذه في جميع أنحاء المملكة الفرنسية، والتي واجهت مقاومة شرسة من قبل شقيق الملك الأصغر الدوق لويس الأول من أورليان.
نشأ الدوق جان الجسور في فلاندرز ومنذ 1404 أصبح خليفة والده، وبذلك وحد ميراث والدته مارغريت دامبيير مع الدوقية البرغونة، ولكن تنازل عن كونتية نيفير وريثيل الفرنسيتين لإخوته الأصغر فيليب الثاني وأنتوني، وبدأ في سياسة متأرجحة ماهرة لخلق مجال للعمل الحر بينما دمرت حرب المائة عام ضد مملكة إنجلترا الأراضي الفرنسية، مثل والده تنافس بشدة مع ابن عمه لويس الأول من أورليان الذي اغتاله عام 1407، أدت التوترات المتزايدة مع مصالح آل أورليان إلى الحرب الأهلية الفرنسية بين فصائل أرمانياك والبرغوني، حيث تحالف الدوق جان مع هنري الخامس ملك إنجلترا، وفي عام 1418 احتل باريس، ولكن في العام التالي تم استدراجه إلى كمين وقتله من قبل زعيم أرمانياك تانيغي دو شاستل بأوامر من الدوفين شارل.
جدد ابن جان فيليب الطيب وخليفته منذ عام 1419 تحالف والده مع هنري الخامس ملك إنجلترا، وعندما وقع معاهدة تروا في عام 1420 ضد الدوفين الفرنسي شارل، إلا أنه ركز أولا على توسيع الأراضي البرغونية، وحصل على الخلافة في كونتية نامور الإمبراطورية في عام 1421 (اعتبارا من عام 1429)، وكذلك أصبح خليفة ابن عمه الدوق فيليب من سان بول في الدوقيات الإمبراطورية الواقعة بـ برابانت وليمبورغ، وكما حصل على ميراث بافاريا-شتراوبينغ المتركزة في الأراضي المنخفضة من خلال والدته مارغريت فيتلسباخ بعد وفاة خاله الدوق يوهان الثالث، وعندما تنازلت له أخيراً في عام 1433 آخر وريثة شتراوبينغ جاكلين عن الكونتيات الإمبراطورية من كونتية هينو (هينغاو) وزيلاند وهولندا، وكذلك عن فريزيا له، بحلول عام 1435 اعترف بموجب مؤتمر أراس بحكم ابن عمه الملك شارل السابع الفرنسي، ووصل بدوره إلى الاستقلال الرسمي للأراضي البرغونية عن التاج الفرنسي، في عام 1441 اشترى أيضا دوقية لوكسمبورغ من آخر دوقة حاكمة إليزابيث من غورليتس.
كان خليفته وابنه شارل الجريء الصورة المثالية لدوق فارس، كان يقود الحروب نفسه في النزاعات المسلحة، مع الاستحواذ على خيلدرز، وصلت هولندا البرغونية إلى أقصى حد لها، ولكن خطط شارل بلغت حول تحقيق مساعي مع المفاوضات مع الإمبراطور هابسبورغ فريدرش الثالث حول ترقيته إلى "ملك برغونة" وزواج ابنته الوحيدة ماري من ابن فريدريك الأرشيدوق ماكسيميليان النمساوي، إلا أنه تسبب في غضب الإمبراطور، عندما بدأ في حصار بلدة نويس الفاشل في عام 1474 وأيضا شارك في الحروب البرغونية ضد دوقية لورين والكونفدرالية السويسرية، من أجل ربط بين ممتلكاته المبعثرة ووصول إلى حلمه، نتيجة لذلك انقرض دوقات فالوا-برغونية من خط الذكور عندما قتل شارل في معركة نانسي عام 1477.
انتقل التراث البرغونة إلى الأرشيدوق هابسبورغ ماكسيميليان الذي تزوج ماري البرغونية بعد سبعة أشهر من وفاة والدها وتمكن درء المطالبات التي أثارها لويس الحادي عشر ملك فرنسا في معركة غينيغيت عام 1479، لم يستطع الملك الفرنسي سوى الاستيلاء على دوقية برغونة وأرتوا والإقطاعيات البرغونية السابقة في بيكاردي، ارتفع شأن آل هابسبورغ فجأة إلى سلالة ملكية دولية على نطاق أوروبا، على حساب التنافس بين فرنسا وهابسبورغ الذي دام قرونا التالية.

## معرض صور

## دوقات برغونة (1363–1482)
| دوقات برغونة        | دوقات برغونة        | دوقات برغونة        | دوقات برغونة                       |
| عائلة فالوا- برغونة | عائلة فالوا- برغونة | عائلة فالوا- برغونة | عائلة فالوا- برغونة                |
| الصورة              | الاسم               | التاريخ             | ملاحظات                            |
| ------------------- | ------------------- | ------------------- | ---------------------------------- |
|                     | فيليب الجريء        | 1363–1404           | أبن الأصغر لـ جان الثاني ملك فرنسا |
|                     | جان الجسور          | 1404–1419           | أول طفل لفيليب الجرئ.              |
|                     | فيليب الطيب         | 1419–1467           |                                    |
|                     | شارل الجريء         | 1467–1477           |                                    |
|                     | ماري دوقة بورغونيا  | 1477–1482           |                                    |